# التحالف الوطني للمدارس المجتمعية البديلة
التحالف الوطني للمدارس المجتمعية البديلة ،هي منظمة دولية، و مقرها في مدينة آن أربور الأمريكية، ميشيغان،و أُنشأت بغرض الترويج للتعليم البديل، و تأسست عام 1978، و عرفت بمؤتمراتها السنوية، و التي تجمع بين المجتمع و المدارس المجتمعية و المتعلمين منزليًا، و تعقدها في أماكن مختلفة في أرجاء الولايات المتحدة سنويًا، و و تعقد كذلك مؤتمرات إقليمية. كما و تنتج منظمة التحالف الوطني للمدارس المجتمعية البديلة دليلًا للمدارس المجتمعية البديلة، و الذي تبيعه بالإضافة إلى النشرة الإخبارية الفصلية.

## المدارس المجتمعية البديلة
و تتكون عضوية المنظمة من ما يلي:
- التعليم في المنزل للأباء و الأبناء
- برامج ومدارس بديلة مستقلة (خاصة)
- برامج ومدارس بديلة حكومية
- كليات وجامعات بديلة
- برامج قائمة على التجريب والاستكشاف
- مدارس السفر ومراكز التعلم للأفراد والمتعلمين مدى الحياة
- المراكز الثقافية والمجتمعات الدولية

كما يركز الناشرون والباحثون على مواضيع التعليم البديل

## المؤتمرات السنوية
- 2006 - عقد في ذا فارم، تينيسي
- 2005 - عقد في شيكاغو، إلينوي
- 2004 - عقد في ذا فارم، تينيسي
- 1995 - عقد في كولورادو
- 1994 - عقد في بلاكسبيرغ، فيرجينيا
- 1993 - عقد بالقرب من جاسبر، أركانسا على ضفة نهر بافلو الوطني
- 1992 - عقد في إنديانا

## المدارس الأعضاء
قائمة جزئية بالمدارس الأعضاء في المنظمة:
1. مدرسة كلونلارا (بالإنجليزية: Clonlara School)‏
2. مدرسة ستونسوب (بالإنجليزية: Stonesoup School)‏
3. مدرسة كوبلستون (بالإنجليزية: Cobblestone School)‏
4. ذا فورم (بالإنجليزية: The Forum)‏
5. مركز ريسورس و مدرسة أباتيناس (بالإنجليزية: Upattinas School and Resource Center)‏
6. مدرسة أب لاندز (بالإنجليزية: Upland Hills School)‏